# Festival de Jazz de Munilla
El Festival de Jazz de Munilla, también conocido como MuniJazz, es un festival de jazz que se celebra anualmente en la localidad riojana de Munilla desde 2004.
Está organizado por la Asociación de Amigos de Munilla, una asociación sin ánimo de lucro creada en 1981 para organizar actividades culturales que ayudaran a fomentar el turismo en la zona, y es posible gracias a la colaboración activa de la población de la localidad, que se implica en la realización de diversas tareas relativas a la organización. El evento cuenta además con el apoyo del Departamento de Cultura del Gobierno de La Rioja, del Ayuntamiento de Munilla y de diversas entidades privadas.
El festival tiene una duración de tres días y se celebra habitualmente a mediados del mes de agosto. Las actuaciones tienen lugar en la plaza de San Miguel y en el Salón de los Espejos del Casino de Munilla. Los conciertos son gratuitos, ya que el principal objetivo del festival no es económico sino que busca popularizar el jazz y acercar el género a todo tipo de públicos.